# Lista över fornlämningar i Härryda kommun
Lista över fornlämningar i Härryda kommun är en förteckning av ett urval av de fornlämningar som finns i Härryda kommun.

## Björketorp
| Namn                                          | Lämningstyp                      | Tillkomsttid | Historisk indelning       | Plats | Läge                 | ID-nr          | Bild                                      |
| --------------------------------------------- | -------------------------------- | ------------ | ------------------------- | ----- | -------------------- | -------------- | ----------------------------------------- |
| Björketorp 7:1                                | Minnesmärke                      |              | Björketorp, Västergötland |       | 57.611079, 12.468098 | 10153500070001 | Ladda upp en till bild av detta fornminne |
| Björketorp 9:1                                | Minnesmärke                      |              | Björketorp, Västergötland |       | 57.611855, 12.472880 | 10153500090001 | Ladda upp en till bild av detta fornminne |
| Björketorp 10:1                               | Minnesmärke                      |              | Björketorp, Västergötland |       | 57.614185, 12.470598 | 10153500100001 | Ladda upp en till bild av detta fornminne |
| Björketorps kolerakyrkogård (Björketorp 12:1) | Begravningsplats                 | 1834–35      | Björketorp, Västergötland |       | 57.648442, 12.498224 | 10153500120001 | Ladda upp en till bild av detta fornminne |
| Björketorp 20:1                               | Stensättning                     |              | Björketorp, Västergötland |       | 57.644115, 12.519187 | 10153500200001 | Ladda upp en bild av detta fornminne      |
| Offerstenen (Björketorp 23:1)                 | Hällristning                     |              | Björketorp, Västergötland |       | 57.693404, 12.475456 | 10153500230001 | Ladda upp en bild av detta fornminne      |
| Björketorp 167                                | Husgrund, förhistorisk/medeltida |              | Björketorp, Västergötland |       | 57.698448, 12.435242 | 12000000111662 | Ladda upp en bild av detta fornminne      |

## Härryda
| Namn         | Lämningstyp  | Tillkomsttid | Historisk indelning    | Plats | Läge                 | ID-nr          | Bild                                 |
| ------------ | ------------ | ------------ | ---------------------- | ----- | -------------------- | -------------- | ------------------------------------ |
| Härryda 19:1 | Stensättning |              | Härryda, Västergötland |       | 57.636029, 12.348515 | 10155600190001 | Ladda upp en bild av detta fornminne |
| Härryda 19:2 | Stensättning |              | Härryda, Västergötland |       | 57.636235, 12.348743 | 10155600190002 | Ladda upp en bild av detta fornminne |
| Härryda 27:1 | Hällristning |              | Härryda, Västergötland |       | 57.686418, 12.315060 | 10155600270001 | Ladda upp en bild av detta fornminne |
| Härryda 56:1 | Stensättning |              | Härryda, Västergötland |       | 57.639154, 12.339531 | 10155600560001 | Ladda upp en bild av detta fornminne |

## Landvetter
| Namn            | Lämningstyp             | Tillkomsttid | Historisk indelning       | Plats | Läge                 | ID-nr          | Bild                                 |
| --------------- | ----------------------- | ------------ | ------------------------- | ----- | -------------------- | -------------- | ------------------------------------ |
| Landvetter 13:1 | Stenkammargrav          |              | Landvetter, Västergötland |       | 57.684532, 12.259539 | 10156700130001 | Ladda upp en bild av detta fornminne |
| Landvetter 85:1 | Minnesmärke             |              | Landvetter, Västergötland |       | 57.678177, 12.204447 | 10156700850001 | Ladda upp en bild av detta fornminne |
| Landvetter 139  | Husgrund, historisk tid |              | Landvetter, Västergötland |       | 57.686645, 12.168477 | 12000000115448 | Ladda upp en bild av detta fornminne |
| Landvetter 141  | Röse                    |              | Landvetter, Västergötland |       | 57.692083, 12.190643 | 12000000128359 | Ladda upp en bild av detta fornminne |
| Landvetter 144  | Röse                    |              | Landvetter, Västergötland |       | 57.694098, 12.190757 | 12000000128362 | Ladda upp en bild av detta fornminne |
| Landvetter 145  | Röse                    |              | Landvetter, Västergötland |       | 57.692078, 12.190207 | 12000000128363 | Ladda upp en bild av detta fornminne |
| Landvetter 146  | Röse                    |              | Landvetter, Västergötland |       | 57.692208, 12.190127 | 12000000128364 | Ladda upp en bild av detta fornminne |

## Råda
| Namn      | Lämningstyp  | Tillkomsttid | Historisk indelning | Plats | Läge                 | ID-nr          | Bild                                 |
| --------- | ------------ | ------------ | ------------------- | ----- | -------------------- | -------------- | ------------------------------------ |
| Råda 25:1 | Stensättning |              | Råda, Västergötland |       | 57.661852, 12.102327 | 10158900250001 | Ladda upp en bild av detta fornminne |
| Råda 25:2 | Stensättning |              | Råda, Västergötland |       | 57.661490, 12.102045 | 10158900250002 | Ladda upp en bild av detta fornminne |